# 嶋遺跡公園
嶋遺跡公園（しまいせきこうえん）は、山形県山形市嶋北2丁目3にある公園。園内には1966年（昭和41年）に国の史跡に指定された嶋遺跡がある。

## 概要
山形市嶋地区にあり、1993年（平成5年）以降行われた嶋土地区画整理事業に伴い整備された。整備される前は水田地帯で、嶋遺跡の遺跡範囲だった。
園内には当初、屋内型幼児遊戯施設の建設が予定されていた。しかし、建設予定地から約1500年前の建物の柱と見られる木材が多数発見されたため、市川昭男市長が市議会2011年（平成23年）12月定例会で施設建設を断念する意向を表明。代わりに、トンネル状の滑り台や螺旋階段などを備えた大型複合遊具と、小型滑り台やブランコなどからなる幼児用遊具からなる「遊具広場」を整備している。

## 園内構成
- 遺跡広場
  - 園内の中央に位置。嶋遺跡の範囲である。
- 歴史のであい広場
  - であい広場内にある展示あずまやでは、嶋遺跡の写真や、嶋遺跡で出土したもののレプリカを見ることができる。
- みはらしの広場
- 健康の広場
- 古代風景の広場
- 遊具広場
  - 大型すべり台などがある[7]。
- 祭りの広場

園内には高さ15メートルのモニュメント「いぶき」も存在する。

## アクセス
- バス
  - JR奥羽本線・山形駅から（桧町・嶋）山形病院行き乗車→嶋公園前バス停下車→徒歩5分
- 車
  - 山形自動車道山形北ICより車で約20分

## 周辺
- 国立病院機構山形病院
- 山形県立山形養護学校
- 矢吹病院
- 山形市浄化センター
- MOVIE ON やまがた
- おーばん山形嶋店
- ヨークタウン嶋
- フレスポ山形北